# Parafia Wniebowzięcia Najświętszej Maryi Panny w Oświęcimiu
Parafia Wniebowzięcia Najświętszej Maryi Panny – parafia rzymskokatolicka znajdująca się w Oświęcimiu. Należy do dekanatu Oświęcim diecezji bielsko-żywieckiej. Jest prowadzona przez księży diecezjalnych.
Erygowana w XIII wieku. Została wzmiankowana w spisie parafii płacących sześcioletnią dziesięcinę w dekanacie Oświęcim diecezji krakowskiej z 1326 jako Item Nicolaus, plebanus medietatis ecclesie de Osvencim i item Leonardus, plebanus alterius medietatis eiusdem de ecclesie. Następnie w kolejnych spisach świętopietrza z lat 1346–1358 pod nazwami Osswencim, Ossvencim, Osswanczim i Osswancim.
Na przełomie lat 50. i 60. XX wieku proboszczem był ks. Franciszek Dźwigoński.